# Daniel Viondi
Daniel Vicente Viondi (Madrid, 1975) es un expolítico del Partido Socialista Obrero Español (PSOE). Ha sido concejal del Ayuntamiento de Madrid y diputado en la Asamblea de Madrid.

## Biografía
Nacido el 16 de diciembre de 1975 en Madrid, cursó estudios en Derecho y de Ciencias Políticas por la Universidad Complutense de Madrid, aunque se licenciaría en Derecho por la Universidad Abierta de Cataluña (UOC). Activo en el movimiento vecinal del distrito de Vicálvaro y militante del Partido Socialista Obrero Español (PSOE), fue incluido como candidato en las listas del PSOE para las elecciones municipales de 2003 y 2007 en Madrid, respectivamente en los puestos 76.º y 21.º, sin ser electo concejal. Viondi, que había ejercido durante 8 años como portavoz adjunto del PSOE en la Junta Municipal de Distrito de Vicálvaro, entró el 26 de octubre de 2007 como concejal al consistorio de la capital española, cubriendo la vacante por renuncia de Rosa León.
Crítico con Tomás Gómez, secretario general del Partido Socialista de Madrid (PSM), Viondi pasó a trabajar en una empresa de seguros de crédito tras su salida del ayuntamiento en 2011. Líder de la agrupación socialista de Vicálvaro y afín a Pedro Sánchez, tras la destitución de Gómez ejecutada por la dirección federal en febrero de 2015, Viondi entró a formar parte de la gestora del PSM.
Fue incluido en el número 13 de la lista del PSOE para las elecciones a la Asamblea de Madrid de 2015 encabezada por Ángel Gabilondo, y resultó  elegido diputado de la x legislatura del parlamento regional.
Candidato en el número 10 de la lista del PSOE de cara a las elecciones al Congreso de los Diputados del 28 de abril de 2019 por Madrid, resultó elegido miembro de la Cámara Baja.
El 28 de septiembre de 2023 mientras ejercía como concejal del PSOE en un Pleno del Ayuntamiento de Madrid, reivindicando que Jennifer Hermoso como figura prominente del deporte madrileño y campeona del mundo de fútbol, merecía dar nombre a un polideportivo en la ciudad de Madrid, a lo que Martínez-Almeida y su equipo se oponía, le dio tres cachetes en la cara al alcalde de la ciudad José Luis Martínez Almeida, tras agotar su turno de palabra, se acercó al asiento del alcalde y, con la palma de la mano, acaricio la mejilla tres veces mientras le dejaba unos documentos. Acto seguido, trató de dirigirse a la cámara una vez la presidencia le había negado la palabra lo cual provocó su expulsión del pleno tras ser llamado tres veces al orden, abandonando seguidamente el pleno tras varios avisos del presidente de la cámara (el cual llegó a insinuar la necesidad de llamar a los municipales si no lo hacía). Horas después, y tras peticiones de su propio partido, el PSOE, en este sentido, anunciaba en sus redes sociales su dimisión, dejando escrito de manera expresa en un mensaje instantáneo lo siguiente: «He comunicado a mi partido que en las próximas horas dejaré mi acta de concejal. He pedido disculpas públicas e intentado de forma personal pero no ha sido posible».